# Krąg biblijny
Krąg biblijny – zbiór esejów, opowiadań i innych krótkich form Romana Brandstaettera poświęconych tematyce biblijnej, wydany w 1975 roku. 
Książka ma charakter osobistych refleksji, rozmyślań i wyznań, dla których inspiracją było spotkanie autora z Pismem świętym: najpierw Starym, a później (wraz z konwersją na katolicyzm) – Nowym Testamentem. Brandstaetter opowiada o własnej historii poznawania Biblii, m.in. o tym jak uczył się czytać na Biblii Wujka, oraz o relacjach ze swoim dziadkiem, Mordechajem Dawidem Brandstaetterem, który go wprowadzał w historie Biblii hebrajskiej i pozostawił mu duchowy testament:
Mój dziadek na kilka dni przed śmiercią pozostawił mi w spadku testament: - Będziesz Biblię nieustannie czytał - powiedział do mnie. - Będziesz ją kochał więcej niż rodziców... Więcej niż mnie... Nigdy się z nią nie rozstaniesz... A gdy zestarzejesz się, dojdziesz do przekonania, że wszystkie książki, jakie przeczytałeś w życiu, są tylko nieudolnym komentarzem do tej jedynej Księgi.
 (z rozdziału Testament mojego dziadka).
Krąg biblijny zawiera także fragmenty ksiąg biblijnych w przekładzie autora i artykuły egzegetyczne, poświęcone m.in. prologowi do Ewangelii według św. Jana oraz interpretacji greckiego tekstu Apokalipsy.
Na podstawie opowiadania Lament nieczytanej Biblii powstał film w reżyserii ks. Rafała Ostrowskiego.
Pierwsze wydanie Kręgu ukazało się nakładem Instytutu wydawniczego PAX w 1975, drugie w 1977. Wydanie trzecie z 1986 zostało rozszerzone o kilkanaście nowych rozdziałów. Krąg biblijny od 1981 był również wydawany łącznie wraz z Kręgiem franciszkańskim.
W latach 2000 i 2007 oba te zbiory wznowiło Wydawnictwo "m", wraz z przedmową Anny Świderkówny pt. "Dwa kręgi Romana Brandstaettera". Krąg biblijny został w tej edycji poszerzony o trzy późniejsze eseje: Dęby patriarchy Izaaka, Walka Jakuba z Bogiem, Prorok Jonasz oraz korespondencję pisarza. Świderkówna, nawiązując do jednego z wierszy Biblio, Ojczyzno moja, twierdzi:
Ojczyzna to dla większości z nas kraj, a przynajmniej miejsce, gdzie czujemy się u siebie, gdzie mieszkamy. Brandstaetter zaś niewątpliwie w Biblii mieszkał.

## Spis treści
(spis wydania poszerzonego z 2000)
1. Krąg biblijny
2. Hymn do Biblii
3. Krąg biblijny
4. Testament mojego dziadka
5. Drogi prowadzące do Biblii
6. O potrzebie znajomości Pisma Świętego
7. Tęsknota za Pismem Świętym
8. Księga rodzinna
9. O tym, jak odwiedziłem grób patriarchy Abrahama
10. Żywa Księga
11. Ur Chaldejczyków
12. Dziadek opowiada Biblię
13. Kto napisał Biblię?
14. Święty elementarz
15. Biblia jak człowiek
16. Rozważny sposób uczenia się Ksiąg Bożych
17. Cierniowa korona
18. Czy zając może zabić Pana Boga?
19. Niecierpliwe poszukiwania
20. Chrystusie
21. Wieczór pod lampą gazową
22. Kiedy przeczytałem po raz pierwszy Nowy Testament
23. Dziadek mówi o sztuce czytania Biblii
24. Bazylika Konania
25. Wstąpienie w Człowieka
26. Widzenie kości
27. Jak czytałem Pismo Święte w Jerozolimie
28. Noc biblijna
29. Przypowieść o synu marnotrawnym (przekład z greckiego)
30. Na wzgórzu Pincio
31. Droga do Damaszku (przekład z greckiego)
32. Jak czytałem Ewangelię w Assyżu
33. Emaus w Zebrzydowicach
34. Życiorys własny Boga
35. Mój przyjaciel odkrywa Pismo Święte
36. Jak Wyspiański czytał Pismo Święte
37. Spożycie Świętej Księgi (przekład z hebrajskiego)
38. Czytanie Pisma Świętego z ołówkiem w ręku
39. Lament nieczytanej Biblii
40. Czytanie Pisma Świętego jako modlitwa
41. O głośnym czytaniu Pisma Świętego
42. Z Janem Jachowskim rozmowy o Biblii przy kawiarnianym stoliku
43. Różne sposoby przeżywania Pisma Świętego
44. Biblia na naszych oczach wciąż pisana
45. Chrystus ze starożydowskiego midraszu
46. Chrystus ojca Tomasza
47. Chrystus Juliana Tuwima
48. Serce biblijnego kręgu
49. Biblia kamienna
50. Wiara i dobre uczynki (przekład z greckiego)
51. Modlitwa o Mądrość (przekład z greckiego)
52. Mądrość mówi... (przekład z hebrajskiego)
53. Dęby patriarchy Izaaka
54. Walka Jakuba z Bogiem
55. Prorok Jonasz
56. Kim jest trzeci Jeździec Apokalipsy?
57. Glossa do "Kim jest trzeci Jeździec Apokalipsy?"
58. Bóg ukryty, Mesjasz ukryty
59. Biblio ojczyzno moja
60. Z listów Romana Brandstaettera